# Лиски (Брянська область)
Лиски (рос. Лиски) — присілок в Унецькому районі Брянської області Російської Федерації.
Населення становить 15 осіб. Входить до складу муніципального утворення Павловське сільське поселення.

## Історія
Населений пункт розташований на території українського етнічного та культурного краю Стародубщина.
Від 2005 року входить до складу муніципального утворення Павловське сільське поселення.

## Населення
| 2010 | 2013 |
| ---- | ---- |
| 21   | ↘15  |